# غونيلا لوندغرين
غونيلا لوندغرين (بالسويدية: Gunilla Lundgren)‏ كاتبة سويدية وناشطة في مجال السلام والبيئة. وهي منسقة اتحاد الكتاب السويدي الدولي. ألّفت أكثر من 30 كتابًا للأطفال (حيث حصلت على جوائز مرموقة) ، وترجمت كتبها إلى العديد من اللغات. العديد من كتبها صدرت في طبعات ثنائية اللغة لأطفال الجيل الثاني من المهاجرين. من بينها: في هذا العالم الواسع، مختارات من القصائد والأغاني والألعاب في 64 لغة، بما في ذلك فولا ، هيا ، كيمبوندو ، الكريول ، الصومالية ، السواحلية ، التغرينية ، الولوف وخوزا . تعمل حاليًا على إعداد برنامج يشرك الأطفال في حي من المهاجرين في ضاحية ستوكهولم ، رينكبي، وأطفال إحدى مدن جنوب إفريقيا، لانجا، بالقرب من كيب تاون .
في عام 1972 ، كتبت أول كتاب لها بعنوان " ماريتزا، فتاة غجرية" (ماريتزا أون زيجينارفليكا) بالتعاون مع ثلاث فتيات مراهقات من روما. كُتبت العديد من كتبها بالتعاون مع روما، من بينها كتاب الرسوم المتحركة صوفيا زد 4515 ، الذي يدور حول صوفيا تايكون التي نجت من معسكر الاعتقال أوشفيتز.

## قائمة الأعمال
- ماريتزا، فتاة غجرية، (Maritza en zigenarflicka) ، 1972.
- الجوشة ، 1998.
- نيلسون مانديلا: الفتى الراعي الذي أصبح رئيسًا لجونيلا لوندغرين وكيرستين جيدفورز، 2000.
- Utan Hus utan grav ، (بدون منزل، بدون قبر) ، أغاني روماني وقصائد- كتاب بلغتين باللغة السويدية وروماني، 2002.
- Black Roses- Kale Ruze ، (الورود السوداء) ، كتاب بلغتين باللغة السويدية والرومانية عن الأدب والثقافة والتاريخ الغجر، 2003.
- صوفيا Z-4515 ، بلغتين باللغة السويدية والرومانية، 2006.
- في هذا العالم الواسع
- Cirkusliv- ett år med Brazil Jack ، (Circus Life - a year with Brazil Jack)، Photos: Malcolm Jacobson، 2009.

## روابط خارجية
- غونيلا لوندغرين
- Författarförmedlingen - غونيلا لوندغرين